# Ben Mee
Benjamin Thomas "Ben" Mee (Sale, 21 de setembro de 1989) é um futebolista profissional inglês que atua como zagueiro. Atualmente está sem clube.

## Carreira

### Clubes
Mee começou a carreira no Manchester City. Em 2011, foi emprestado para o Leicester. No mesmo ano, foi novamente emprestado, dessa vez para o Burnley. Em 2012, Mee foi contratado definitivamente pelo Burnley.
Em 22 de julho de 2022, Mee foi anunciado pelo Brentford, assinando por duas temporadas.

### Internacional
Mee realizou dez jogos pelas seleções sub-19, sub-20 e sub-21 da Inglaterra.

## Títulos
- EFL Championship: 2015–16